# Michael Hinz (Fußballspieler)
Michael Hinz (* 7. Mai 1987 in Ost-Berlin) ist ein deutscher Fußballspieler. Er spielt seit Sommer 2014 für Tennis Borussia Berlin.

## Karriere
Hinz begann in der Jugend des 1. FC Union Berlin mit dem Fußballspielen. Mit 13 wurde von Union aussortiert und wechselte daraufhin er zum Köpenicker SC. Im Jahr 2004 kehrte er dann zum 1. FC Union zurück. Bei Union wurde Hinz in der Folgesaison sowohl in der A-Jugend als auch in der zweiten Männermannschaft eingesetzt. In der A-Jugend spielte u. a. er an der Seite der späteren Profispieler Steven Ruprecht, Daniel Schulz und Florian Müller. Die Mannschaft erreichte die Meisterschaft in der U19-Regionalliga Nordost und damit den Aufstieg in die A-Junioren-Bundesliga. Hinz’ gute Leistungen beförderten ihn zum Auswahlspieler in der U-18-Nationalmannschaft.
In der ersten Männermannschaft war er von 2005 bis 2008 Ersatztorhüter und bestritt daher nur wenige Spiele. 2008 wechselte er zu Rot-Weiß Erfurt. Auch dort war er Ersatztorhüter. Nach einem Jahr wechselte er in die Regionalliga Nord zum FC Oberneuland. Auch dort spielte er nur ein Jahr. Anschließend war er bis Sommer 2011 vereinslos, bevor er beim Oberligisten Germania Schöneiche anheuerte. Nach der Saison 2011/12 wechselte er innerhalb der Liga zu Union Fürstenwalde. In Fürstenwalde war er in der Saison 2012/13 Stammtorhüter. 2014 wechselte er zu Tennis Borussia Berlin.